# Staffan Hellstrand (musikalbum)
Staffan Hellstrand är ett studioalbum av Staffan Hellstrand. Det är hans fjortonde i ordningen och utgivet 2012.
Albumet har ett lätt country-influerat sound där instrument som pedal steel guitar, banjo och fiol ingår i ljudbilden på vissa låtar.

## Låtlista
Musik och text av Staffan Hellstrand.
| Nr  | Titel                       | Längd | Notering                                                          |
| --- | --------------------------- | ----- | ----------------------------------------------------------------- |
| 1.  | I någons famn               | 2:41  |                                                                   |
| 2.  | Hungrig väg                 | 2:40  |                                                                   |
| 3.  | Johnny Regn                 | 3:06  |                                                                   |
| 4.  | Spår                        | 3:17  | Handlar om Staffan Hellstrand och hans far Eric Hellstrand.       |
| 5.  | Ögonblick i motljus         | 4:10  |                                                                   |
| 6.  | Ensamma tillsammans         | 3:04  |                                                                   |
| 7.  | Klara kyrka 95              | 4:00  |                                                                   |
| 8.  | Nu ska vi åka till mamma    | 3:16  |                                                                   |
| 9.  | Fyra dörrar till min syster | 3:46  | Även inspelad av Idde Schultz och Anna Stadling på Hjärtat fullt. |
| 10. | Kartorna                    | 3:50  |                                                                   |
| 11. | Källarman                   | 2:45  |                                                                   |
| 12. | För vilsen för ett namn     | 2:48  |                                                                   |

## Medverkande
- Staffan Hellstrand: sång, gitarrer, klaverinstrument
- Charlotte Berg: sång
- Mikael Häggström: trummor
- Martin Tronsson: bas
- Carl Ekerstam: gitarrer, pedal steel, banjo
- Christer Åberg: fiol, dragspel, banjo, lap steel, tin whistle
- Fredrik Blank: elgitarr, sång
- Pontus Frisk: gitarrer, keyboard, slagverk, sång

## Kritik
Östgöta Correspondenten uppfattade albumet som "lite sorgsnare, lite mer utlämnande" och gav betyget 3/5. Svenska Dagbladet, som gav betyget 4/6, ansåg att "Staffan Hellstrand har hamnat i skuggan av firade rocktrubadurer som Lundell, Plura och LeMarc. Det är orättvist då Hellstrand gestaltar delvis samma manliga erfarenhetssfär men är mindre konstlad och bättre på att hitta attraktiva melodier". Göteborgs-Posten gav skivan 2/5, vilket bland annat motiverades: "Det är ingen svag skiva, Hellstrand kan hantverket, men det blir också tydligt hur tiden har sprungit ifrån hans musikaliska uttryck." Dagens Nyheter betyget 3/5 och skrev att "Det är själva essensen av Hellstrandsk rock: melodiös, refrängstark och bredbent."

## Listplaceringar
| Lista (2012) | Position |
| ------------ | -------- |
| Sverige      | 37       |